# Chusquea quila
La Chusquea quila (en castellà, Quila) és una espècie de bambú, del gènere Chusquea  de la família de les poàcies, ordre de les poals, subclasse de les commelínides, classe de les liliòpsides, divisió dels magnoliofitins.
Creix a Sud-amèrica, en boscos humits i temperats de Xile i Argentina (entre nivell del mar i els 900 metres). Es tracta d'un bambú perenne que creix en grups densos. A diferència d'altres bambús, el seu tronc no és buit. La planta adulta pot arribar als cinc metres d'alçada, amb un gruix de 2,5 centímetres.